# Dera
Dera (cyr. Дера) – wieś w Bośni i Hercegowinie, w Republice Serbskiej, w mieście Prijedor. W 2013 roku liczyła 753 mieszkańców.